# Pedras de Fogo
Pedras de Fogo est une ville brésilienne de l'est de l'État de la Paraíba.
Sa population était estimée à 26 111 habitants en 2006. La municipalité s'étend sur 401 km2.